# Хачарой (тайп)
Хачарой (чечен. Хьач(а)рой, в един. ч. Хьач(а)ро, в русских источниках также встречается название — Ачара) — чеченский тайп. Встречаются также среди современных чеченцев-кистинцев Панкисского ущелья Грузии.
Общество располагалось на правом притоке р. Аргун, речке Хочарой-ахк берущей начало с вершин Тушетского хребта. По мнению чеченского исследователя-историка Ахмадова Я. З., тайп Хачарой имел тесный союз с соседним чантийским обществом.

## Состав
По сведениям Сайпуди Натаева хьачарой делятся на отдельные ветви (гара): Калхадой, Гамхой, Хавхарой, Моттпьарой[уточнить], Атибавдрой, Сеханпхарой, Веччарой.

## История

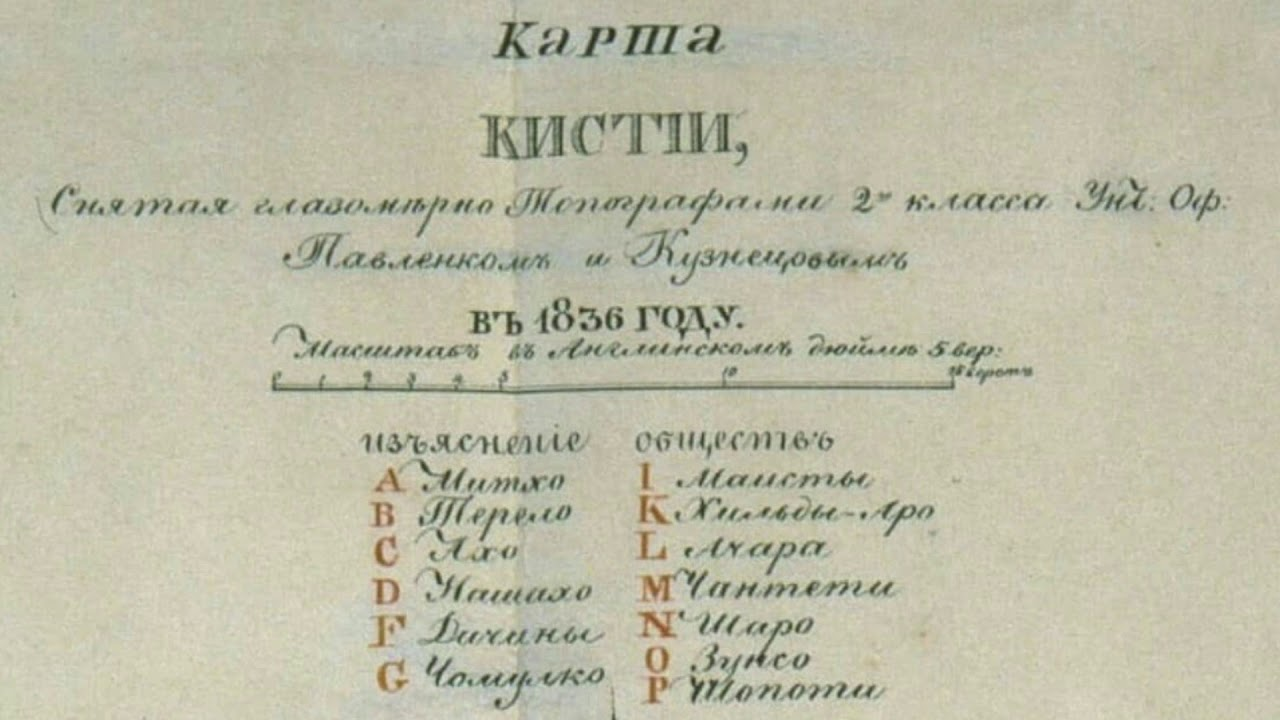
Карта Кистии. 1836 год

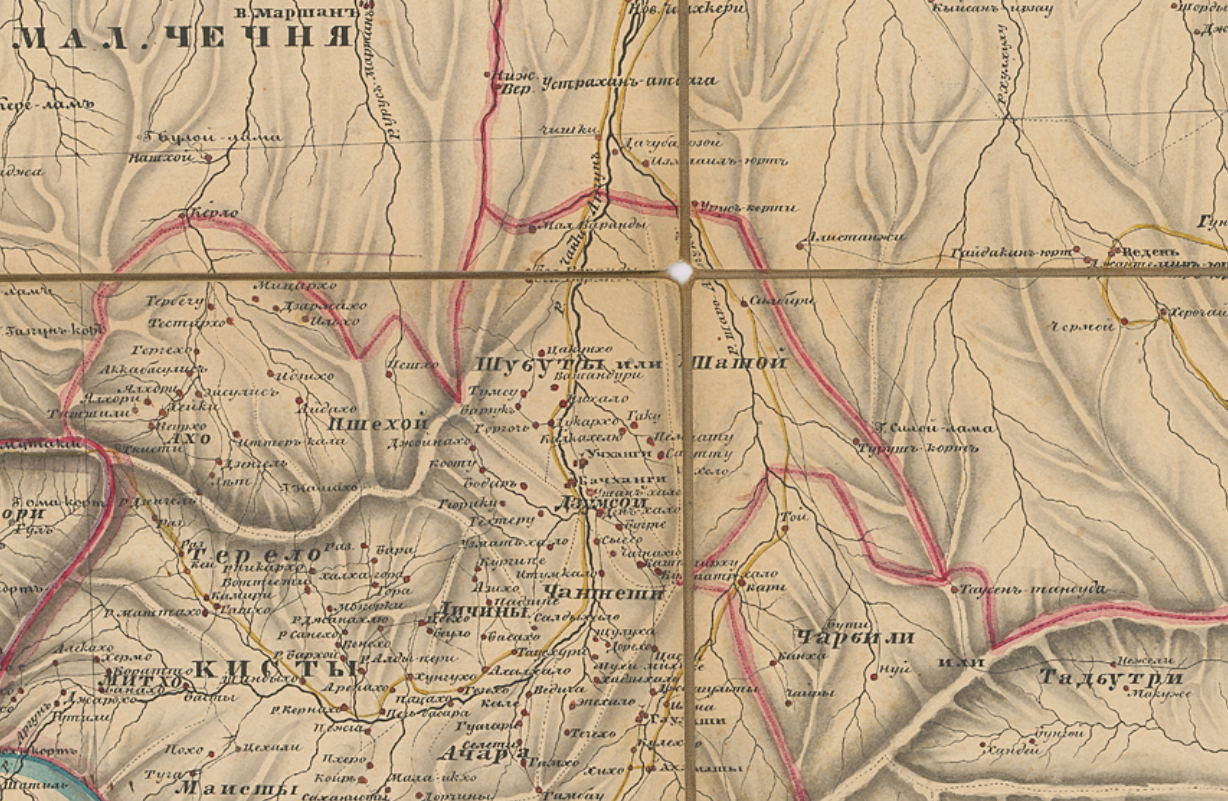
Военно-топографическая карта Кавказского края 1847 года. Общество Ачара

Обилие названий связанных с пашнями, огородами, пастбищами, стоянками скота и водяными мельницами говорит об успешных занятиях местных горцев земледелием и скотоводством. Топонимические данные о специальных местах заседаний старейшин общества — «Исс хийшанча» («Девять собиралось где»), подтверждают фольклорные предания о Совете старейшин Хилдехароя как представительном органе, решавшем вопросы войны и мира и общественные проблемы.
В пользу экстерриториальности Хачаройского общества говорит ряд факторов, хотя связи Хачароя «вовне» могли ориентироваться только в сторону севера и северо-востока Горной Чечни (за отдалённостью общества от границ Грузии). Несомненно, имелся тесный союз с соседним Чантийским обществом.
Наличие системы собственных культовых мест языческого пантеона в Хачарое способствовало духовной автономии общества. Надо полагать, что ислам в Хачарое утвердился не ранее XVIII в.
В известных на сегодня исторических документах XVI—XVIII вв. Хачарой не упоминается, что возможно объясняется своеобразной «заслонённостью» более крупной «Чантинской землицей».

## Этимология
Вероятно, название происходит от чечен. хьач — «слива» и чечен. ара — «поляна» («сливовая поляна»).